# Клан Гарден

Герб вождів клану Гардайн.

Клан Гарден (шотл. - Clan Garden, Clan Gardyne) – клан Гардайн – один з кланів рівнинної частини Шотландії – Лоуленду. На сьогодні клан не має визнаного герольдами Шотландії вождя, тому називається кланом зброєносців. 
Гасло клану: Cruciata Cruce Junguntur – Тортури на хресті (лат.)
Резиденція вождів клану: Замок Гардайн (шотл. - Gardyne Castle) в Ангусі.

## Історія клану Гарден
За словами історика Джорджа Фрейзера Блека клан Гарден або Гардайн виник і володів землями в баронстві Гардайн в приході Кіркдон, що в Ангусі. Прізвища Гарден, Гардайн зустрічаються часто в землях Арброат, Абердин, Перт, Банф протягом багатьох століть. 
Вперше назва клану Гардайн з Единбургширу згадується в документах 1296 року. Патрік де Гардайн згадується в грамотах у 1450 році. Майстер Гілберт Гардін був міністром в уряді Шотландії в 1574 році. В історичних документах зустрічаються різні варіанти назву клану: Гарн (гельск. – Garn), Гардін (гельск. – Gardin), Далгарн (гельск. – Dalgarn), Джардайн (гельск. -  Jardine). 
Клан збудував потужний замок – замок Гардайн, що був ще більше укріплений і розбудований в XVI – XVII століттях. 
Клан Гардайн постійно ворогував і воював з кланом Гатрі. Замок клану Гатрі був всього в кількох милях від замку клану Гардайн. У 1578 році Патрік Гардайн був вбитий Вільямом Гатрі під час сутички. Під час цього бою обидва клани зазнали важких втрат. Причини ворожнечі цих кланів губляться в глибині віків. Відповідно, є дві версії початку ворожнечі: версія клану Гардайн і версія клану Гатрі. Згідно версії клану Гардайн, Патрік Гардайн і його родич Роберт Гардайн були вбиті в Карбундоу Мур у 1578 році людьми клану Гатрі. За їх смерті помстився Томас Гарден, що вбив Олександра Гатрі в Фнверпеффері в 1587 році. По версії клану Гатрі Олександр Гатрі був вбитий його двоюрідним братом Томасом Гарденом. І за його смерть помстився його племінник – Вільям Гатрі, що вбив Патріка Гардайна. У результаті довгої ворожнечі, війни і взаємної різанини переміг більш сильний клан Гатрі. Девід Гардайн – Х лерд Гардайн продав замок і землі, переїхав і купив маєток Лоутон. 
Девід Гардайн потім одружився з Джаннет Ліндсей – дочкою сера Девіда Ліндсея – лорда Едзелл у 1602 році. Цей рід по чоловічій лініє вимер і зараз представлений септою Брюс-Гардайн Мідлтон. 
Герб вождів клану – голова чорного кабана на срібному щиті походить від гілки Троуп з Банхорі. Перший лерд Троуп був послом короля Англії Карла І до короля Швеції Густава Адольфа з метою допомоги йому у Тридцятилітній війні, де він побачив блиск двору і лишився на службі королю Швеції до 1654 року. Коли він повернувся в Шотландію, він купив землі Троуп у Банффширі, якими володіє клан і до сьогодні. 

## Замки клану Гардайн
- Замок Гардайн (шотл. - Gardyne Castle) в Ангусі – збудований в XV столітті, але на основі більш давньої споруди.
- Замок Банхорі (шотл. - Banchory Castle) в Абердинширі – значно перебудований кланом Гардайн.
- Замок Троуп (шотл. – Troup Castle) біля Розехарті в Абердинширі, належав спочатку клану Комін, потім клану Кейт, перейшов у власність клану Гардайн у 1654 році.
- Замок Делгаті (шотл. - Delgatie Castle) - знаходиться недалеко від Туріфф (шотл. – Turriff) в Абердинширі, став власністю клану Гардайн в 1762 році і в даний час відкритий для громадськості протягом усього року.
- Замок Пітслайго (шотл. – Pitsligo Castle) – біля Фрейзербурга, в Абердинширі, великий замок, що був на короткий час у власності клану Гардайн.